# Lepisorus longifolius
Lepisorus longifolius är en stensöteväxtart som först beskrevs av Bl., och fick sitt nu gällande namn av Holtt. Lepisorus longifolius ingår i släktet Lepisorus och familjen Polypodiaceae. Inga underarter finns listade.